# 富士吉田市警察
富士吉田市警察（ふじよしだしけいさつ）は、かつて存在した山梨県富士吉田市の自治体警察。

## 概要
旧警察法の施行で、従来の山梨県警察部が解体され、1951年（昭和26年）3月20日に富士吉田市警察署が設置された。
その後、1954年（昭和29年）に、旧警察法が全面改正される形で新警察法が公布された。これにより国家地方警察と自治体警察が廃止され、新たに都道府県警察として山梨県警察本部が発足。富士吉田市警察も山梨県警察に統合され、姿を消した。